# マルガレーテ・ストーンボロー＝ウィトゲンシュタイン
マルガレーテ・ストーンボロー＝ウィトゲンシュタイン（Margarethe Stonborough-Wittgenstein 1882年9月19日-1958年9月27日）はオーストリア・ウィーンの大富豪ウィトゲンシュタイン家の末女。弟に哲学者ルートヴィヒ・ウィトゲンシュタインや片手のピアニストであるパウル・ウィトゲンシュタインがいる。
1926年に弟ルートヴィヒと建築家パウル・エンゲルマンに依頼してウィーンにストーンボロー邸を建築したが、彼女がそこで生活することは一度もなかったという。
なお、グスタフ・クリムトによる肖像画が残っており、現在ドイツ・ミュンヘンのノイエ・ピナコテークにて展示されている。